# Adolfo Arnoldo Majano
Adolfo Arnoldo Majano Ramos (Dipartimento di Morazán, 21 aprile 1938) è un militare e politico salvadoregno, fu uno degli artefici del Colpo di Stato in El Salvador del 1979, e presidente della Giunta Rivoluzionaria di Governo di El Salvador dal 1979 al 1980.

## Biografia
Majano nacque il 21 aprile 1938 nel Dipartimento di Morazán. Entrò nella scuola militare "Capitano Generale Gerardo Barrios" nel 1955 e vi si laureò nel 1958 con il grado di sottotenente giovane della fanteria. Nel 1974, si laureò nuovamente nella scuola superiore militare dello stato maggiore generale di Città del Messico. Studiò anche nella scuola delle americhe nella Zona del Canale di Panama, in seguito continuò a servire nell'esercito salvadoregno. Dopo aver servito nella 1ª brigata di fanteria, venne promosso al grado di colonnello.
nel 1979, venne coinvolto nella cospirazione militare per rovesciare il regime di Carlos Humberto Romero. Dopo il colpo di stato avvenuto il 15 ottobre 1979, divenne uno dei due rappresentanti dell'esercito nella Giunta Rivoluzionaria di Governo di El Salvador. In questa giunta era considerato la personalità più importante.
il 13 dicembre 1980 durante una riunione del comando dell'esercito salvadoregno, il cristiano-democratico José Napoleón Duarte divenne presidente della giunta con il colonnello Jaime Abdul Gutiérrez come suo vicepresidente. Majano venne designato per essere attaché militare in Spagna, ciò nonostante, rifiutò tale incarico accusando la giunta di supportare gli estremisti di destra. In seguito a questo suo rifiuto si dimise da comandante in capo delle forze armate salvadoregne e da presidente della giunta rivoluzionaria di governo nel maggio 1980 venendo rimpiazzato da Jaime Abdul Gutiérrez. Il 13 dicembre 1980 si dimise anche da membro della giunta. La sera del 15 dicembre, tenne una conferenza stampa dove accusò la giunta di terrorismo e il Partito Democratico Cristiano di conciliazione. La giunta in seguito emise un ordine di arresto per Majano, che provocò immediatamente le proteste dei capi della gioventù militare. La stampa spesso ha segnalato l'intenzione di Majano di aderire al Fronte Farabundo Martí per la Liberazione Nazionale in seguito all'emissione del mandato di cattura nei suoi confronti.
il 20 febbraio 1981, Majano venne arrestato. Venne arrestato e imprigionato insieme a Roberto d'Aubuisson. Il 20 marzo 1981 venne rilasciato e si recò in esilio a Panama. Quando il presidente panamense Omar Torrijos morì nel 1981, si spostò in Messico, e infine in Canada nel 1983. Ritornò nel suo paese natale nel 1988 e riuscì a sopravvivere anche a un tentato assassinio nei suoi confronti.
Majano attualmente vive in El Salvador, è sposato, e ha quattro figli.